# Alfa Romeo Gloria
La Alfa Romeo Gloria è un prototipo statico realizzato dalla casa automobilistica italiana Alfa Romeo e presentato al Salone dell'automobile di Ginevra nel marzo del 2013.
La concept car, consistente in una maquette di scala 1:1, è stata disegnata da un gruppo di 20 studenti dell'Istituto europeo di design (IED) di Torino, sotto la guida del designer greco Alexandros Liokis e si presenta come una berlina sportiva ad alte prestazioni.
Ideata sulla base meccanica della Maserati Quattroporte, nel caso si fosse arrivati alla sua industrializzazione, la "Gloria" avrebbe montato i propulsori V6 e V8 biturbo a benzina prodotti dalla Ferrari della Quattroporte. Le dimensioni in centimetri della maquette sono 132 per altezza, 470 per lunghezza, 192 per larghezza, con un passo di 290.